# Гельбензанде
Гельбензанде (нем. Gelbensande) — община в Германии, в земле Мекленбург-Передняя Померания.
В переводе на русский «Gelbensande» означает «Жёлтые пески».
Входит в состав района Бад-Доберан. Подчиняется управлению Ростоккер Хайде. Население составляет 1723 человека (на 31 декабря 2010 года). Занимает площадь 34,05 км².
С северной части окружена лесом, площадь которого составляет около 12.000 гектаров. Основные отрасли составляют деревообрабатывающая промышленность и туризм. Сочетание морского и лесного воздуха в этом регионе благоприятно влияет на здоровье и поэтому всё чаще пользуется спросом среди туристов.

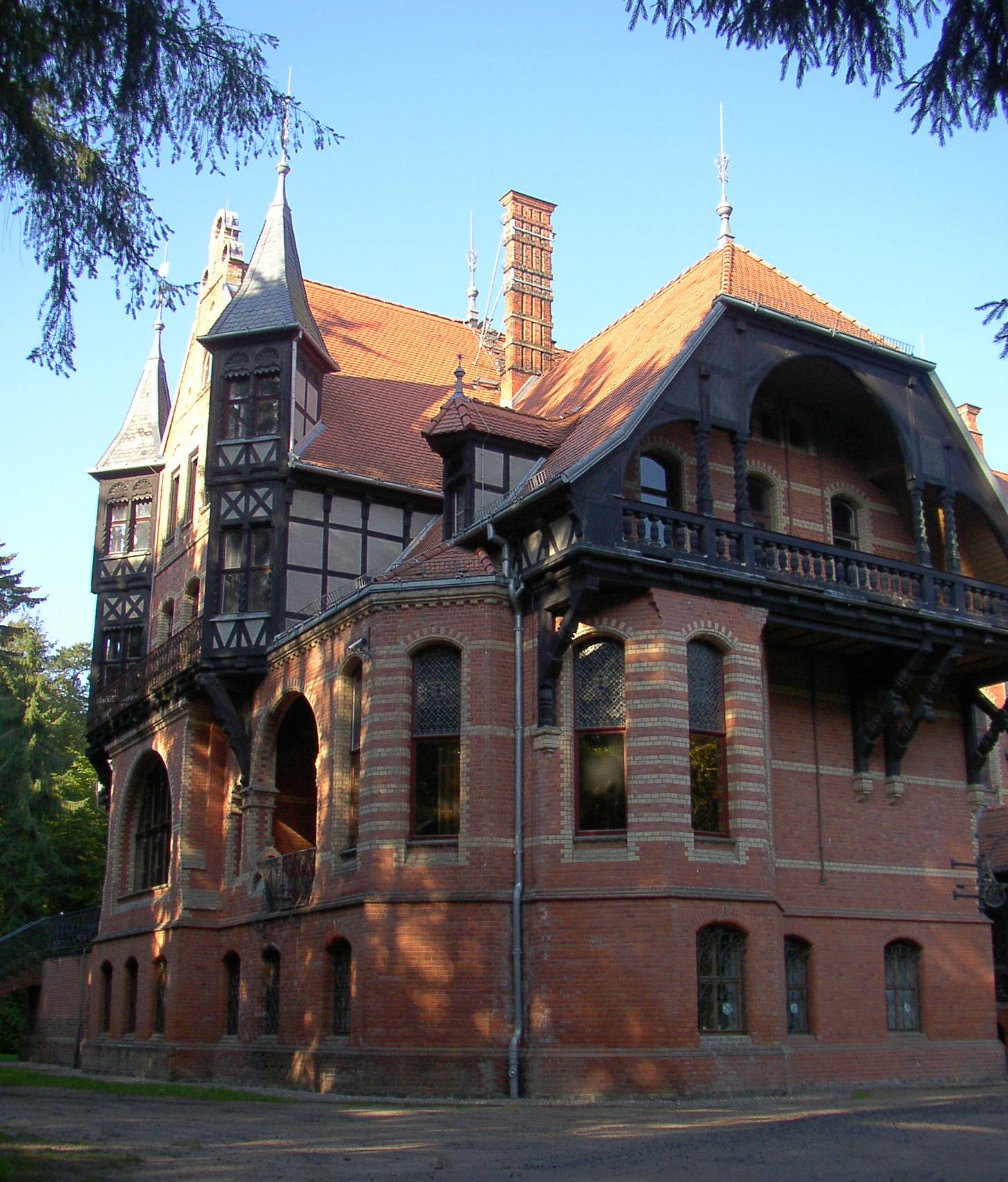

## Достопримечательности
- Охотничий замок Гельбензанде